# Kappa m/1895

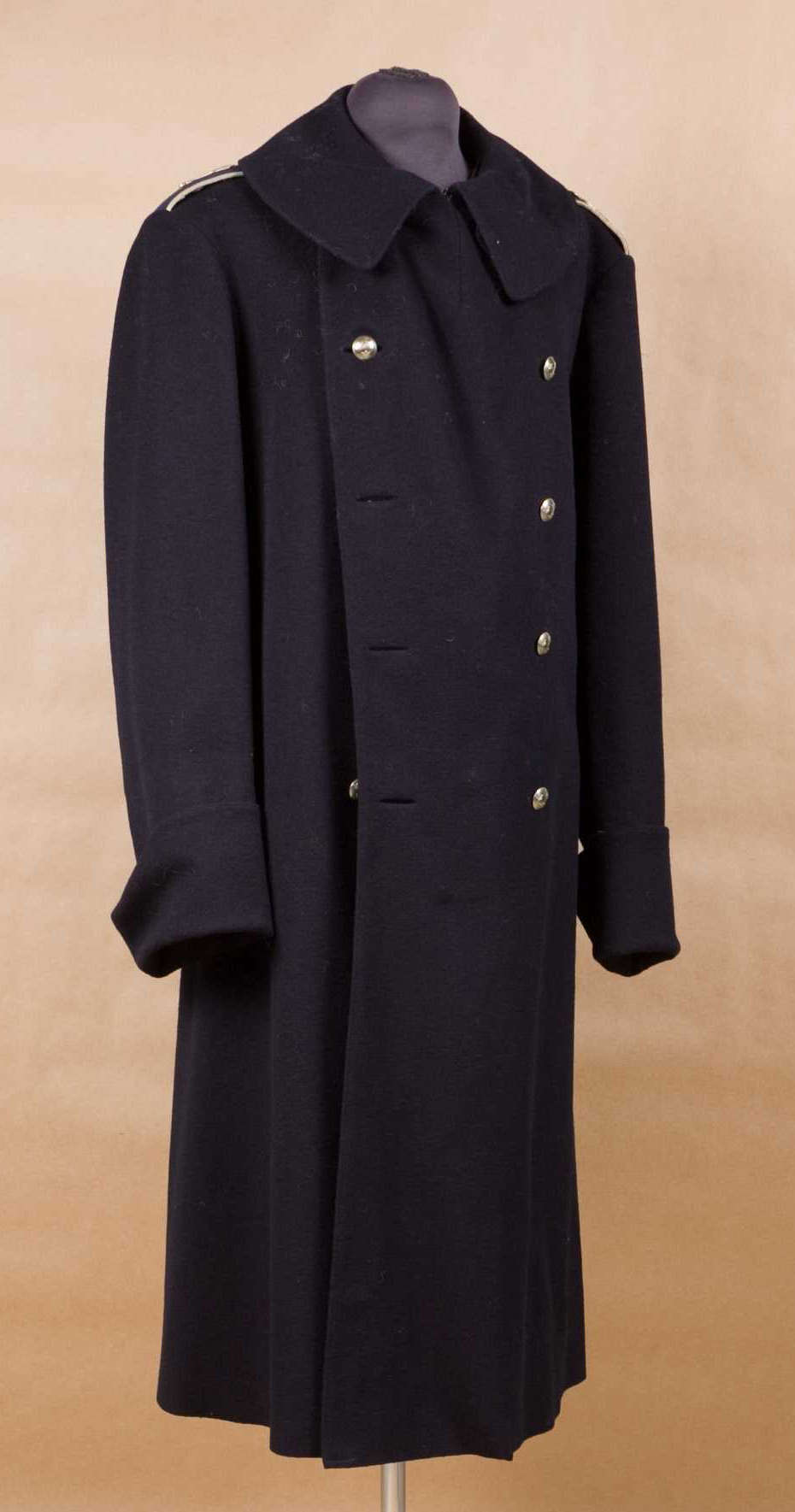
Kappa m/1895 för manskap vid Livregementet till häst (K 1).

Kappa m/1895 är en kappa som används inom Försvarsmakten och togs fram som en del av uniform m/1895. Ursprungligen användes kappan av dragonerna och trängtrupperna men används idag bara av Livgardets beridna delar i samband med högvakt och annan statsceremoniell verksamhet.

## Utseende
Av mörkblått kläde, helfodrad och med en innerficka placerad i vänster foders framstycke. Tvåradig, högknäppt med fem knappar av respektive regementes modell. Rundkrage med 20 mm stånd, lösa ärmuppslag, sidfickor med rakskurna lock och hål för sabelbärrem (sabel) vid vänstra sidfickan. Axelklaffarna är fasta och gjorda 42 mm breda av kappans tyg med en knapp av respektive regementes modell. Knappen är dold när kragen är nedfälld. Baktill finns en 50 mm bred delad sleif knäppt med två knappar av respektive modell. Baktill ett till skrevet gående sprund med knäppgylf. Kragen är försedd med 2-3 mm vit passpoal av kläde samt att kragståndet på kragens insida ska fodras med samma typ av kläde. Kappan har svart foder och ska nå ca 300 mm nedanför knäet.
För manskap har man däremot ingen passpoal på kragen. Axelklaffarna är istället av mellanblått tyg med en vit passpoal. På denna fästs statschefens namnchiffer, förr i tyg. Idag använder man namnchiffer och gradbeteckningar i vitmetall. Officerare bär endast gradbeteckning, utan namnchiffer.

## Användning
Kappa m/1895 används idag av samtlig militär personal inom bland annat Livgardets Livskvadron och Livgardets dragonmusikkår, båda före detta Livregementet till häst/Livgardets dragoner (K 1), vid statsceremoniella tillfällen eller då uppdraget kräver uniform modell äldre.
Kappan används under vinterhalvåret till vapenrock m/1895, långbyxor m/1895 eller ridbyxor m/1895. Som huvudbonad kan man bära mössa m/1865-99 (daglig dräkt eller då hjälm ej bäres), hjälm m/1879-1900-1928 (vid trupp) eller pälsmössa då väderleken så erfordrar. Kommendanten i Stockholm och officer vid kommendantsstaben i Stockholm må bära hatt m/1854-1859.

## Fotografier

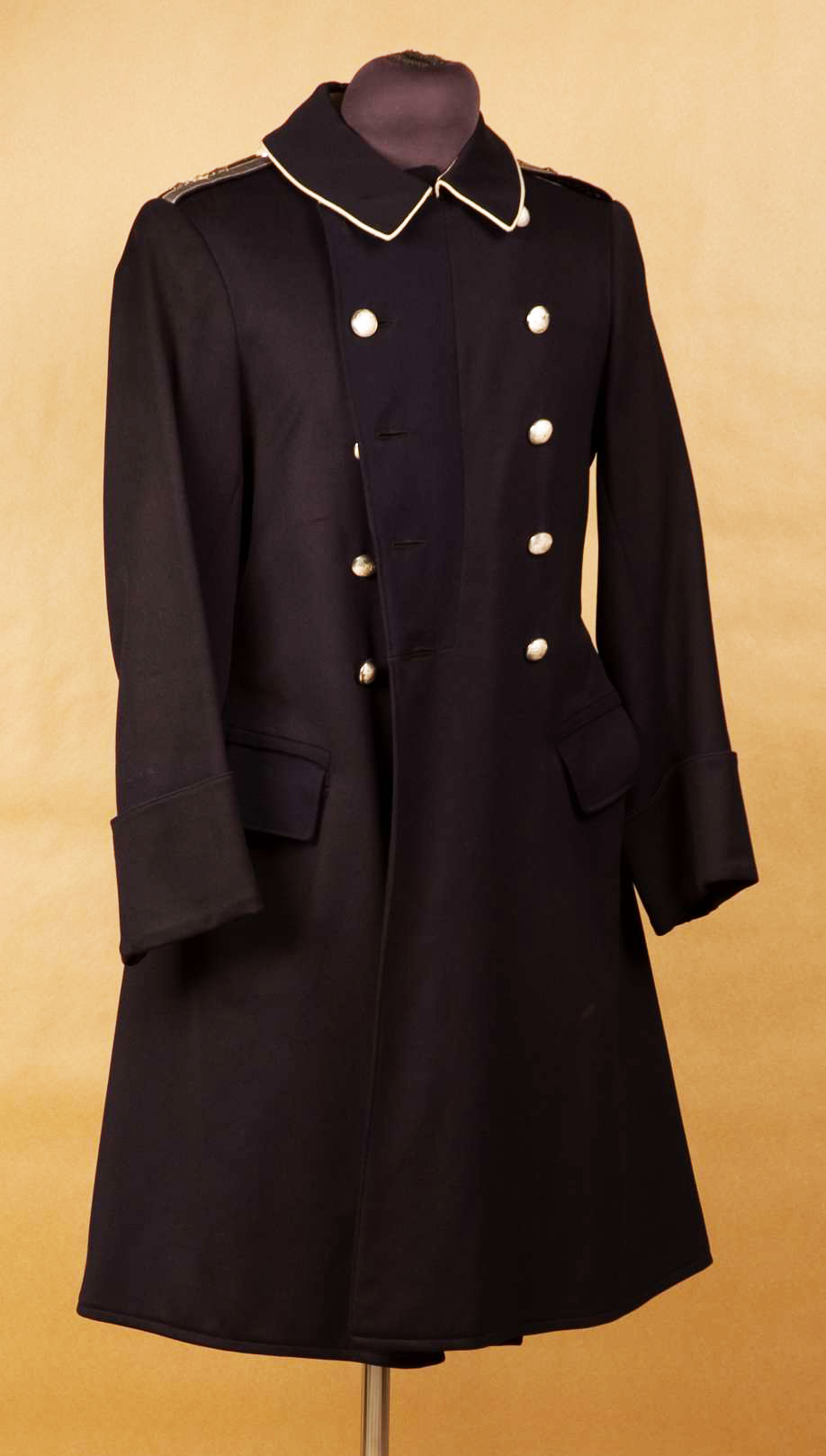
Kappa m/1895 för överste vid Livregementet till häst.
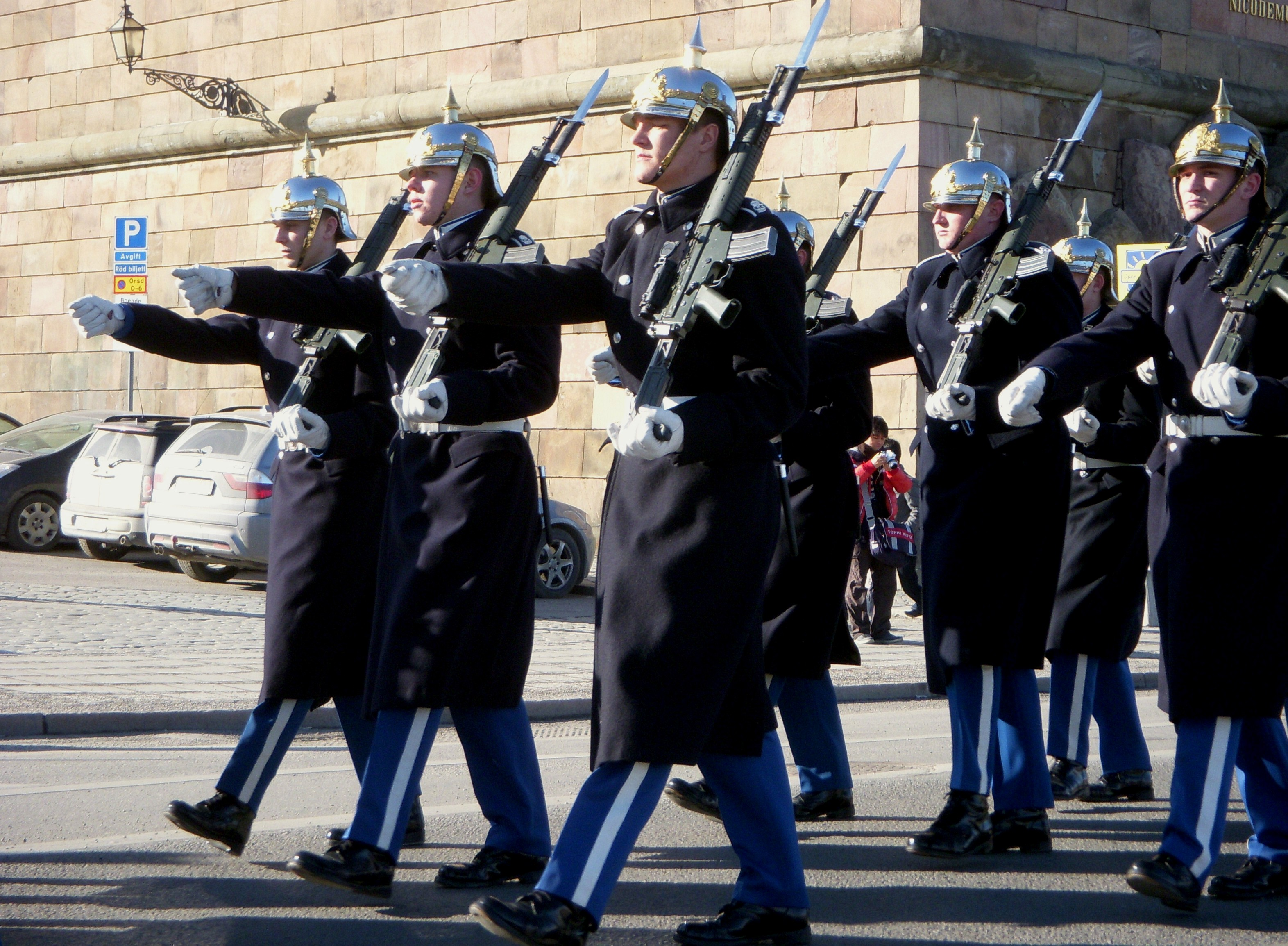
Högvakten från Livgardets Livskvadron iförda kappa m/1895 för manskap.

### Webbkällor
1. 1 2  Försvarsmakten. ”Uniformsbestämmelser 2009 - Kapitel 4: Paraduniformer”. s. 92. Arkiverad från originalet den 28 augusti 2010. https://web.archive.org/web/20100828071307/http://www.forsvarsmakten.se/upload/dokumentfiler/uniformer/4_Paraduniformer.pdf. Läst 20 september 2012.